# 申茂功
申茂功（1940年—），河南浚县人，曾用名申整岁，中华人民共和国政治人物。
早年供职于郑州国棉六厂。文化大革命初期，升任郑州国棉六厂党委书记。后升任河南省总工会主任。担任中共第九届中央委员，第十届、十一届中央候补委员。文化大革命结束后，因罪判处有期徒刑15年。